# Stefan Ark Nitsche
Stefan Ark Nitsche (* 1955 in Salzburg) ist ein deutscher Theologe. Gemeinsam mit seiner Frau Elisabeth Hann von Weyhern war er von 2006 bis 2020 Oberkirchenrat im Kirchenkreis Nürnberg.

## Leben

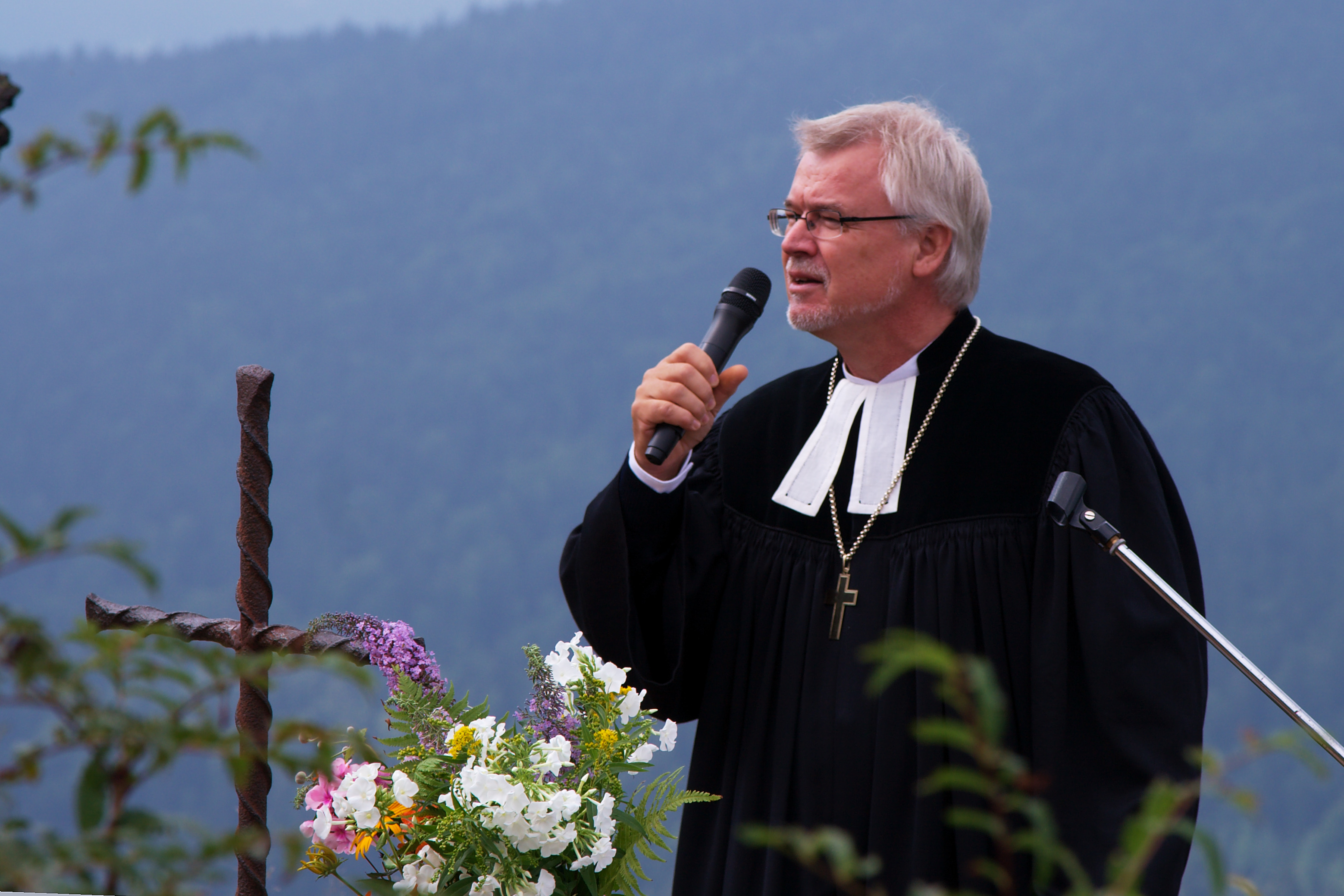
Stefan Ark Nitsche als Gastprediger beim Berggottesdienst des Evang.-Luth. Dekanats Cham auf dem Silberberg bei Bodenmais

Stefan Ark Nitsche war von 1974 bis 1985 Regisseur, Dramaturg und Autor u. a. in München, Wien und Salzburg.
Von 1985 bis 1990 studierte er Evangelische Theologie u. a. in München und absolvierte sein Lehrvikariat von 1991 bis 1993 in Gräfelfing.
Von 1993 bis 2000 war er Assistent bei Helmut Utzschneider am Lehrstuhl für Altes Testament an der Augustana-Hochschule Neuendettelsau. 1997 wurde er zum Dr. theol. promoviert.
2000 absolvierte er seinen Magister Artium am Mozarteum in Salzburg und habilitierte 2004 in Alttestamentlicher Theologie, um anschließend als Privatdozent an der Augustana-Hochschule und Lehrstuhlvertretungen in Mainz und Stuttgart-Hohenheim tätig zu sein.
Gemeinsam mit seiner Frau Elisabeth Hann von Weyhern teilte er sich ab 2006 die Stelle als Oberkirchenrat im Kirchenkreis Nürnberg und trug damit den Titel Regionalbischof. Damit wurde zum ersten Mal ein kirchenleitendes Amt in Stellenteilung ausgeübt. Zuvor hatten sie von 2000 bis 2005 bereits gemeinsam die Stelle des Theologischen Planungsreferenten im Landeskirchenamt der ELKB geteilt. Ende 2020 ging Stefan Ark Nitsche in den Ruhestand. Elisabeth Hann von Weyhern leitet den Kirchenkreis seither als alleinige Regionalbischöfin.
Seit dem Wintersemester 2011/12 ist Nitsche außerplanmäßiger Professor an der Augustana-Hochschule. Er hält Vorlesungen im Alten Testament an der Friedrich-Alexander-Universität Erlangen-Nürnberg.

## Bischofskandidatur
Stefan Ark Nitsche war neben Heinrich Bedford-Strohm, Susanne Breit-Keßler, Helmut Völkl und Heinrich Götz einer der fünf Kandidaten für die Nachfolge von Johannes Friedrich als Landesbischof der ELKB. Er verzichtete vor der Wahl aus persönlichen Gründen auf die Kandidatur, um sich weiterhin der gemeinsamen Arbeit mit seiner Ehefrau im Kirchenkreis Nürnberg widmen zu können.

## Privates
Mit seiner Frau hat er einen gemeinsamen Sohn.

## Werke
- Stefan Ark Nitsche: Feinde in der Stadt? Verlag der Liebenzeller Mission, Liebenzell 1989, ISBN 3-88002-375-1.
- Stefan Ark Nitsche: Absturz in der Wüste. Ein Abenteuer in Arabien. 1992, ISBN 3-88002-507-X.
- Stefan Ark Nitsche: König David. Gestalt im Umbruch. 1999, ISBN 3-7608-1098-5.
- Stefan Ark Nitsche: Jesaja 24-27. Ein dramatischer Text. 2006, ISBN 3-17-018672-8.

## Nachweise
1. ↑  Archivierte Kopie (Memento des Originals vom 5. Mai 2014 im Internet Archive)  Info: Der Archivlink wurde automatisch eingesetzt und noch nicht geprüft. Bitte prüfe Original- und Archivlink gemäß Anleitung und entferne dann diesen Hinweis.
2. ↑  http://www.epv.de/node/7316@1@2Vorlage:Toter+Link/www.epv.de+(Seite+nicht+mehr+abrufbar,+festgestellt+im+Mai+2019.+Suche+in+Webarchiven) Datei:Pictogram+voting+info.svg Info:+Der+Link+wurde+automatisch+als+defekt+markiert.+Bitte+prüfe+den+Link+gemäß+Anleitung+und+entferne+dann+diesen+Hinweis.

| Personendaten    | Personendaten                    |
| ---------------- | -------------------------------- |
| NAME             | Nitsche, Stefan Ark              |
| KURZBESCHREIBUNG | deutscher evangelischer Theologe |
| GEBURTSDATUM     | 1955                             |
| GEBURTSORT       | Salzburg                         |